# 2021年橙县漏油事件

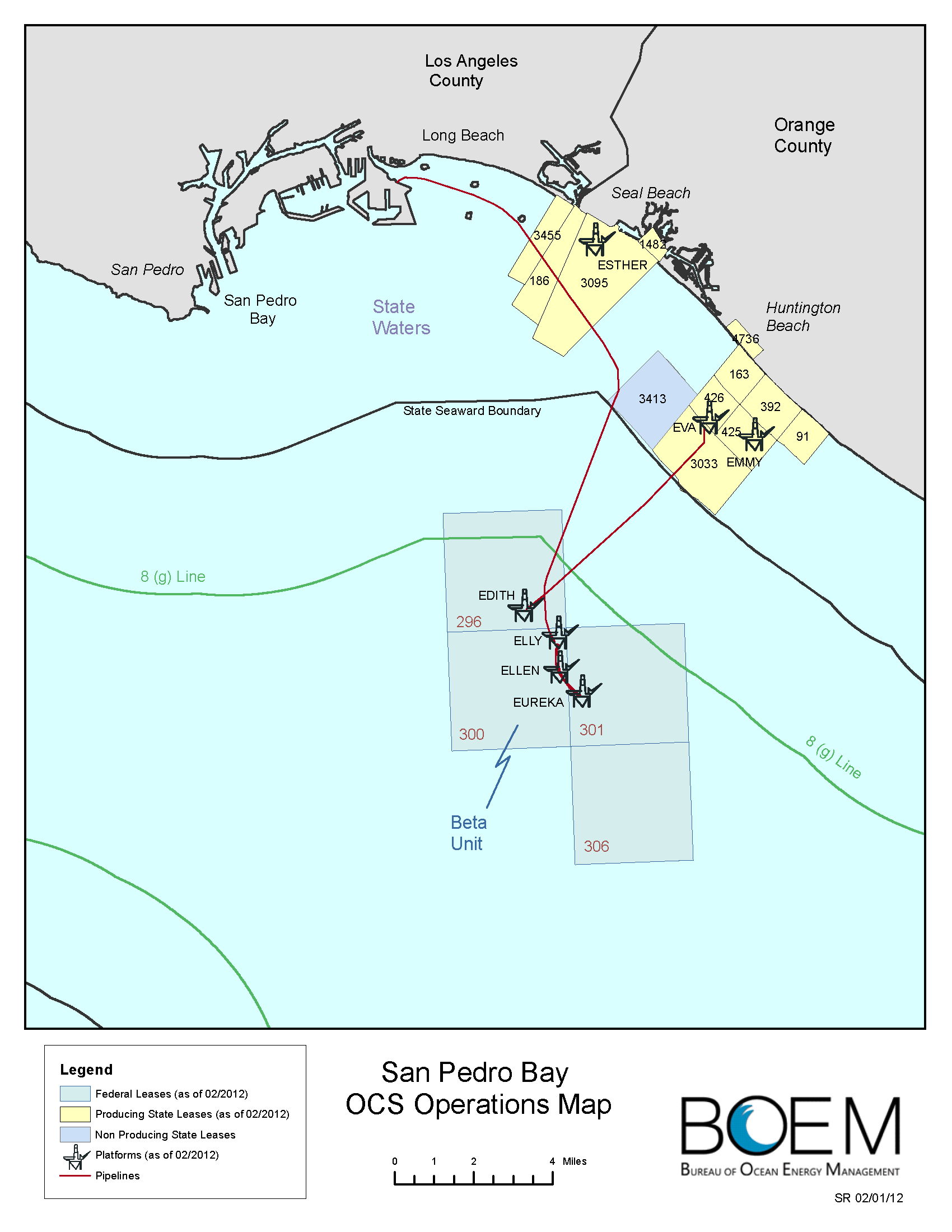
亨廷顿海滩附近的石油平台

2021年橙县漏油事件是2021年10月3日發生在美國加利福尼亞州橙縣海灘周圍的一宗漏油事件。當時超过12万加仑（約 47.7 萬升）的石油从一个海上钻井平台上泄漏（也有觀點認為洩漏始於加利福尼亞州橙縣亨廷頓海灘沿岸的一條管道）并冲上南加州的海滩。洩露的原油波及塔尔伯特沼泽和一些湿地。一些鸟类和鱼类因此死亡。當局為此關閉了亨廷顿海滩。10月5日，加利福尼亞州州長加文·纽瑟姆宣佈橙縣進入緊急狀態。